# حمام مستأنس
الحمام المستأنس هو حمام نشأ عن الحمام الجبلي. الحمام الجبلي هو أقدم حمام مستأنس في العالم. ذكرت ألواح الكتابة المسمارية في بلاد الرافدين تدجين الحمام منذ أكثر من 5,000 سنة، وكذلك بالنسبة للهيروغليفية المصرية. اقترحت الأبحاث بأن تدجين الحمام حدث منذ 10,000 سنة.
ساهم الحمام في إنجازات ضخمة للبشرية، خصوصا في أوقات الحروب. حيث استخدم قدرة الحمام الزاجل على العودة إلى منزلها أثناء الحرب لنقل الرسائل. ولذلك أطلق عليها اسم حمام الحرب والتي حملت العديد من الرسائل الهامة وبعضها قلد أوسمة لخدماتها العظيمة مثل وسام كرويكس دي غوير لحمامة شير آمي وميدالية ديكين لحمامة بادي وحمامة جي أي جُو وأعطيت إلى 32 حمامات أخرى لأجل خدماتها في إنقاذ حياة البشر.

## التكاثر
يتكاثر الحمام المستأنس نفس طريقة الحمام البري الجبلي. يختار البشر نوع الأزواج. يمكن أن يُستبدل حليب الحوصلة من الأبوين بمواد اصطناعية أحيانا. يحفظ الحمام بيضه بشكل كبير، وفي بعض الحالات يقاتل بشراسة لحماية البيض ومعروف بمحاولة الانتقام من الذين يتدخلون أثناء مرحلة الإنتاج. يطلق على صغار الحمام زغلول.

## حمام زاجل

حمام زاجل

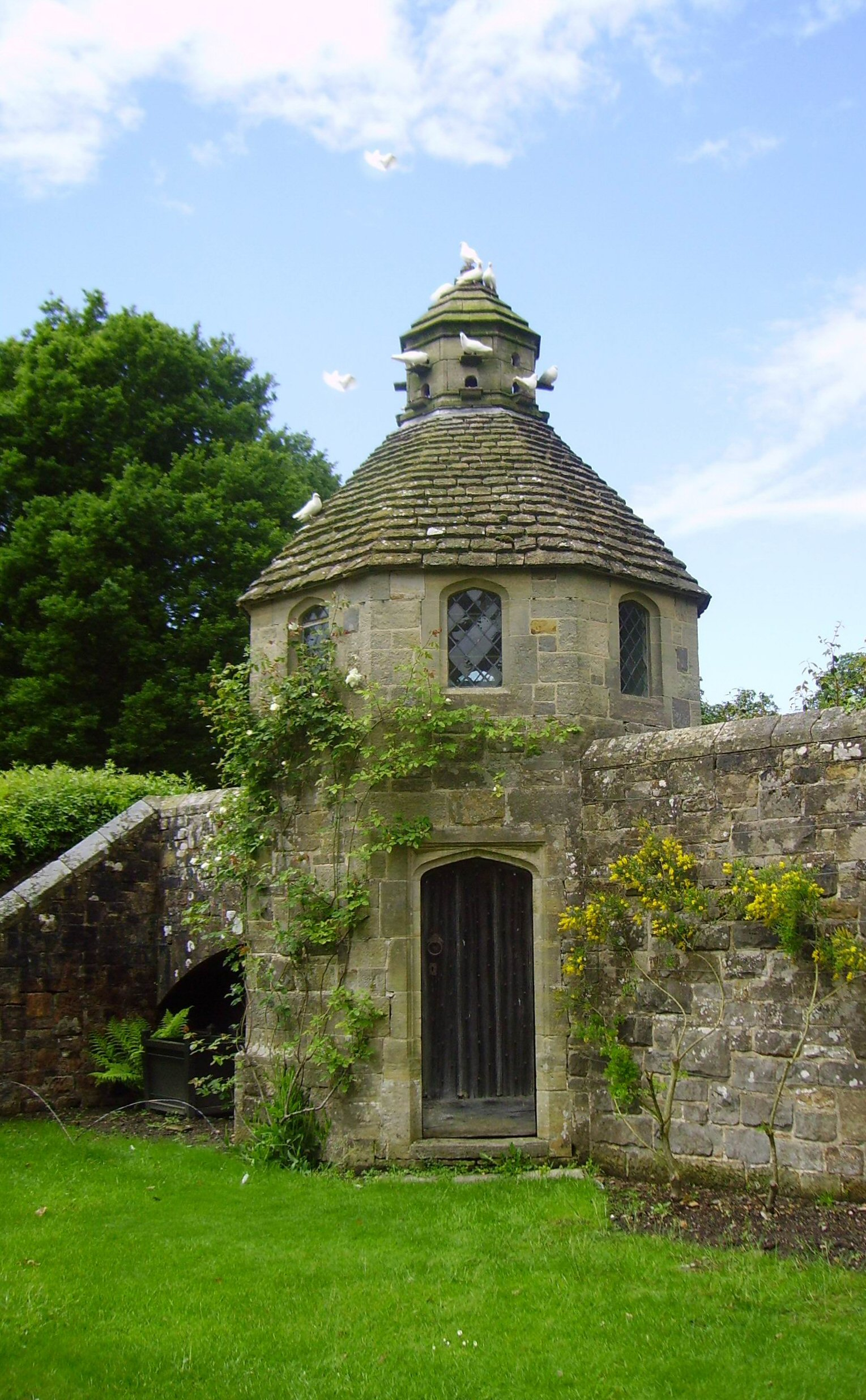
برج حمام في حدائق نيمانز، غرب ساسكس، انكلترا

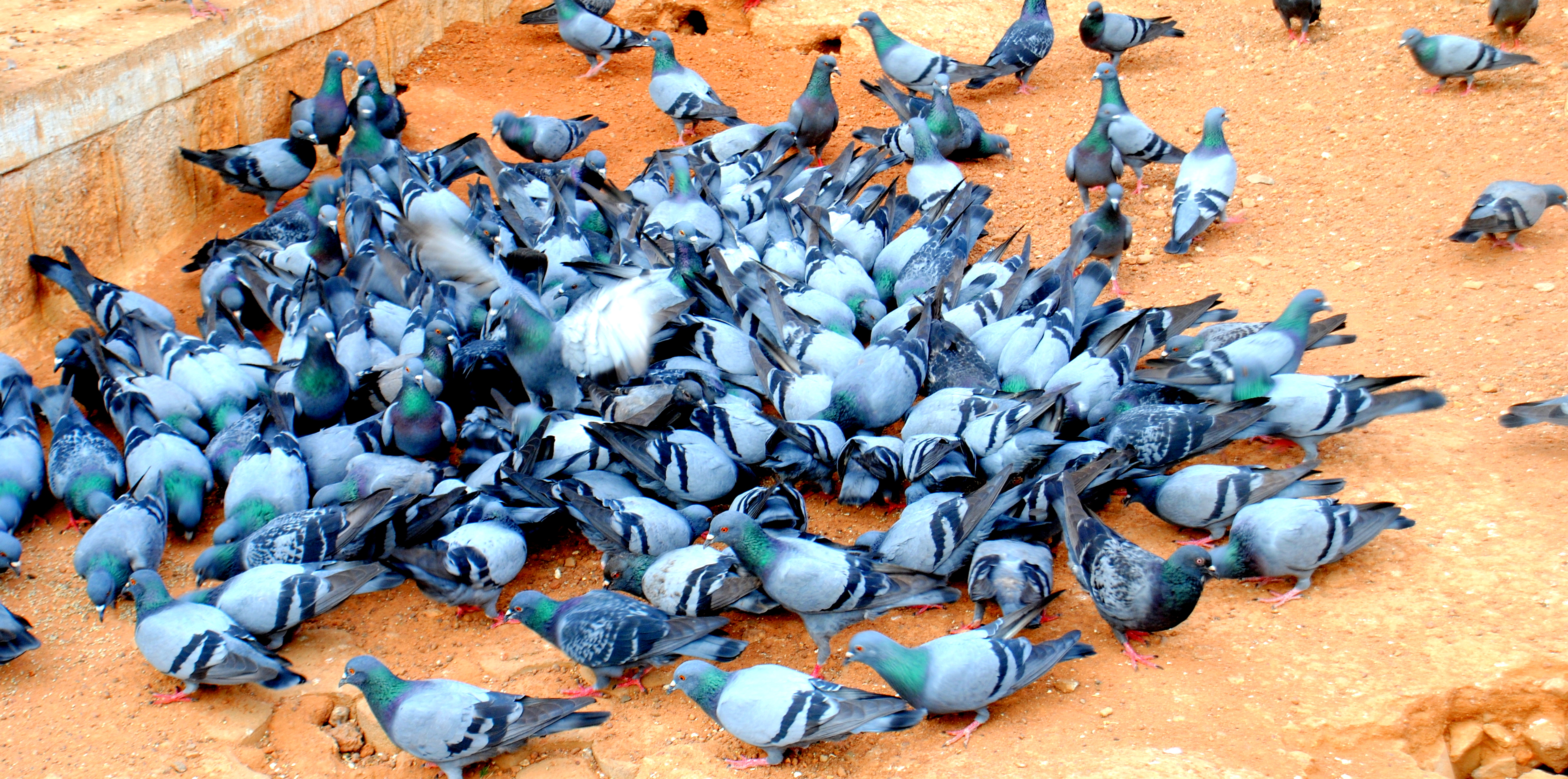
مجموعة من الحمام

يستطيع الحمام المستأنس المدرب العودة إلى شرفة المنزل إذا أطلق من مكان لم يزره من قبل وربما تكون المسافة حتى 1000 كيلومتر. سلالة خاصة تسمى الحمام الزاجل، طُورت من خلال الاصطفاء الاختياري لنقل الرسائل وتستخدم عدد من هذه المجموعة حتى الآن للرياضة كسباق الحمام ومراسيم إطلاق الحمام الأبيض في المهرجانات والأعراس.
تحتاج الحمامة نوعين من المعلومات للعودة إلى المنزل من مكان غريب. الأول، يسمى «حاسة الخريطة» لمعرفة الموقع الجغرافي. الثاني، «حاسة البوصلة» لمعرفة الاتجاه الذي ستطير إليه من مكانها الجديد والوصول إلى المنزل. تستجيب كلا الحاستين إلى عدد من الإشارات المختلفة في أوضاع مختلفة. أشهر مفهوم عن قدرة الحمام الزاجل على العودة للمنزل هو قدرتها على الإحساس بالمجال المغناطيسي الأرضي بوجود أنسجة مغنطيسية صغيرة في رأسها. تقول نظرية أخرى بأن الحمام يستخدم حاسة البوصلة من خلال موقع الشمس والساعة الداخلية، ليستنتج الاتجاه. أظهرت الدراسات بأن التشويش المغناطيسي أو تغيرات الساعة يجب أن يعطل هذه الحواس، لكن مايزال الحمام يستطيع العودة إلى المنزل. تدل الإمكانية في تأثيرات التلاعب بهذه الحواس عند الحمام على وجود أكثر من إشارة واحدة على كيفية اعتماد الملاحة وكيف يُعتمد على حاسة الخريطة بالنسبة إلى الإشارات المتوفرة.
الإشارات الأخرى الممكنة:
- استخدام الشمس كبوصلة[8]
- الملاحة الليلية بواسطة النجوم [9]
- خريطة العلامات البصرية على الأرض[10][11]
- الملاحة بخريطة تحت صوتية[12]
- بوصلة الضوء المستقطب[13]
- منبهات الشم[14]

## أغراض أخرى لتربية الحمام

### كغذاء
يمكن تربية الحمام كمصدر للحم، عادة تسمى زغلول وتكون صغيرة العمر. تنمو الحمام إلى حجم كبير قبل الترييش والطيران، يفضل الحمام كغذاء أثناء مرحلة النمو (حيث يسمى زغلول). لاجل إنتاج اللحم بصورة تجارية، يربى حمام أبيض كبير يسمى حمام ملكي حيث تطور باختيار السلالات.

### أنواع الزينة
طورت تربية حمام الزينة العديد من الأشكال الغريبة من الحمام. تُصنف هذه الحمامات بأنواع المعارض والزينة. تتنافس الحمام في المعارض أو الحفلات بأشكال وسلالات مختلفة ويتم الحكم بشكل قياسي على أفضل طائر. من بين هذه السلالات الحمام الإنكليزي كيرير (بالإنجليزية: English Carrier pigeon)، وهو مجموعة من الحمام بوقفة مستقيمة مميزة. هناك الكثير من سلالات حمام الزينة، منها سلالة الدوقة، لديها قدم ذات خصائص بارزة حيث تغطى بشكل كامل بنوع من مروحة من الريش.

## وصلات إضافية
- National Pigeon Association (USA)
- National Pigeon Association (Great Britain) نسخة محفوظة 28 يوليو 2013 على موقع واي باك مشين.
- The Canadian Pigeon Fanciers Association
- Australian National Pigeon Association
- Nepal Pigeon Keeper's Association
- Wysinfo موقع وثائقي عن الحمامات